# العلاقات اليابانية البولندية
العلاقات اليابانية البولندية هي العلاقات الثنائية التي تجمع بين اليابان وبولندا.

## مقارنة بين البلدين
هذه مقارنة عامة ومرجعية للدولتين:
| وجه المقارنة                                              | اليابان         | بولندا                                                                             |
| --------------------------------------------------------- | --------------- | ---------------------------------------------------------------------------------- |
| المساحة (كم2)                                             | 377.97 ألف      | 312.68 ألف                                                                         |
| عدد السكان (نسمة)                                         | 126.79 مليون    | 38.43 مليون                                                                        |
| الكثافة السكانية (ن./كم²)                                 | 335.45          | 122.91                                                                             |
| العاصمة                                                   | طوكيو           | وارسو                                                                              |
| اللغة الرسمية                                             | اللغة اليابانية | اللغة البولندية                                                                    |
| العملة                                                    | ين ياباني       | زلوتي بولندي                                                                       |
| الناتج المحلي الإجمالي (بليون دولار)                      | 4.87 تريليون    | 524.51 مليار                                                                       |
| الناتج المحلي الإجمالي (تعادل القوة الشرائية) بليون دولار | 5.18 تريليون    | 1.02 تريليون                                                                       |
| الناتج المحلي الإجمالي الاسمي للفرد دولار أمريكي          | 34.52 ألف       | 12.55 ألف                                                                          |
| الناتج المحلي الإجمالي للفرد دولار أمريكي                 | 36.62 ألف       | 26.14 ألف                                                                          |
| مؤشر التنمية البشرية                                      | 0.903           | 0.843                                                                              |
| رمز المكالمات الدولي                                      | +81             | +48                                                                                |
| رمز الإنترنت                                              | .jp             | .pl                                                                                |
| المنطقة الزمنية                                           | توقيت اليابان   | توقيت وسط أوروبا، ت ع م+01:00، ت ع م+02:00، أوروبا/وارسو ‏، توقيت وسط أوروبا الصيفي |

## مدن متوأمة
في ما يلي قائمة باتفاقيات التوأمة بين مدن يابانية وبولندية:
- ترتبط هاماماتسو مع وارسو باتفاقية توأمة.

## منظمات دولية مشتركة
يشترك البلدان في عضوية مجموعة من المنظمات الدولية، منها:
| علم المنظمة | اسم المنظمة                        | تاريخ انضمام اليابان | تاريخ انضمام بولندا |
| ----------- | ---------------------------------- | -------------------- | ------------------- |
|             | منظمة التعاون الاقتصادي والتنمية   | ?                    | 22 نوفمبر 1996      |
|             | منظمة التجارة العالمية             | ?                    | 1 يوليو 1995        |
|             | الاتحاد البريدي العالمي            | ?                    | 1 مايو 1919         |
|             | الوكالة الدولية للطاقة             | ?                    | 25 سبتمبر 2008      |
|             | مجموعة الموردين النوويين           | ?                    | ?                   |
|             | يونسكو                             | 2 يوليو 1951         | 6 نوفمبر 1946       |
|             | الفريق المعني برصد الأرض           | ?                    | ?                   |
|             | مؤسسة التمويل الدولية              | 20 يوليو 1956        | 29 ديسمبر 1987      |
|             | منظمة حظر الأسلحة الكيميائية       | ?                    | ?                   |
|             | مؤسسة التنمية الدولية              | 27 ديسمبر 1960       | 28 أكتوبر 1960      |
|             | مجموعة أستراليا                    | 1985                 | 1994                |
|             | نظام تحكم تكنولوجيا القذائف        | 1987                 | 1998                |
|             | وكالة ضمان الاستثمار متعدد الأطراف | 12 أبريل 1988        | 29 يونيو 1990       |
|             | الاتحاد الدولي للاتصالات           | 29 يناير 1879        | 1921                |
|             | منظمة الشرطة الجنائية الدولية      | ?                    | ?                   |
|             | الأمم المتحدة                      | 18 ديسمبر 1956       | 24 أكتوبر 1945      |
|             | البنك الدولي للإنشاء والتعمير      | 13 أغسطس 1952        | 27 يونيو 1986       |
|             | المنظمة الهيدروغرافية الدولية      | ?                    | ?                   |

## أعلام
هذه قائمة لبعض الشخصيات التي تربطها علاقات بالبلدين:
- آنا توشيا (مغنية يابانية، 11 مارس 1984[22] – )
- نيكول فوجيتا (20 فبراير 1998 – )

## وصلات خارجية
- موقع وزارة الخارجية اليابانية
- موقع وزارة الخارجية البولندية